# Ламингтон (десерт)
Ламингтон (англ. lamington) — австралийский десерт, представляет собой бисквит прямоугольной формы, покрытый шоколадной глазурью и обвалянный в кокосовых стружках. Иногда два ламингтона соединяют в одно пирожное с помощью крема и/или клубничного джема.

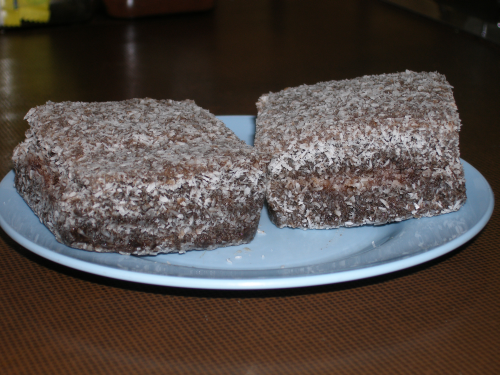
Традиционные австралийские ламингтоны

## Происхождение
Ламингтон был назван в честь Чарльза Уоллиса Александра Напира Кокрэйн-Бэйлли (Charles Wallace Alexander Napier Cochrane-Baillie), второго барона Ламингтона, губернатора штата Квинсленд с 1896 по 1901 год, подписавшего 1-го января 1901 года декларацию, благодаря которой Западная Австралия стала частью Австралийского Союза.
Существует несколько версий происхождения этих пирожных.
По одной легенде, к губернатору неожиданно пожаловали гости, а дома не оказалось ничего, кроме чёрствого бисквита. Повар нарезал шоколадный бисквит кубиками по 4-5 см и обмакнул в измельчённый кокос, чтобы скрепить кусочки.
Другая версия говорит, что бисквиты походили по форме на любимую фетровую шляпу хомбург барона Ламингтона.
По иронии судьбы десерт Ламингтону не понравился, он назвал их «паршивыми, грубыми, рыхлыми бисквитами».
Новые исследования показывают, что торт Ламингтон называется Велингтон и был изобретён не в Австралии, а в Новой Зеландии. И то что, торт посыпан кокосовой стружкой — отсылка к снежным горам Новой Зеландии. Кроме того, было документально зафиксировано, что Ламингтон бывал в Новой Зеландии в 1895 году, где он возможно и опробовал рецепт.

## В наши дни
Ламингтоны остаются популярным снэком (лёгкой закуской) в Австралии и Новой Зеландии.
День в пятницу 21 июля 2006 года был назначен «Национальным днём Ламингтонов» в Австралии.
Ламингтоны часто продаются в местах сбора средств для школ или благотворительных групп, известных как «движение ламингтона» (англ. lamington drives).

### Передозировка
60-летняя женщина скончалась во время соревнования по скоростному поеданию ламингтонов в честь Дня Австралии 26 января 2020 года. По утверждениям свидетелей, она продолжала есть пирожные, несмотря на признаки недомогания.

## Варианты
Клубничный вариант чаще встречается в Новой Зеландии, в Австралии более популярен лимонный вариант.
Аналогичные, но более мелкие кондитерские изделия известны в Южной Африке как «ystervarkies» (дикобразы), а в Кливленде, штат Огайо, их называют «кокосовыми орехами». Другой подобный десерт, известный как «čupavci», также употребляется в Сербии, Боснии и Герцеговине, Хорватии.